# Cucurbita foetidissima
Cucurbita foetidissima là một loài thực vật có hoa trong họ Cucurbitaceae. Loài này được Kunth mô tả khoa học đầu tiên năm 1817.

## Hình ảnh

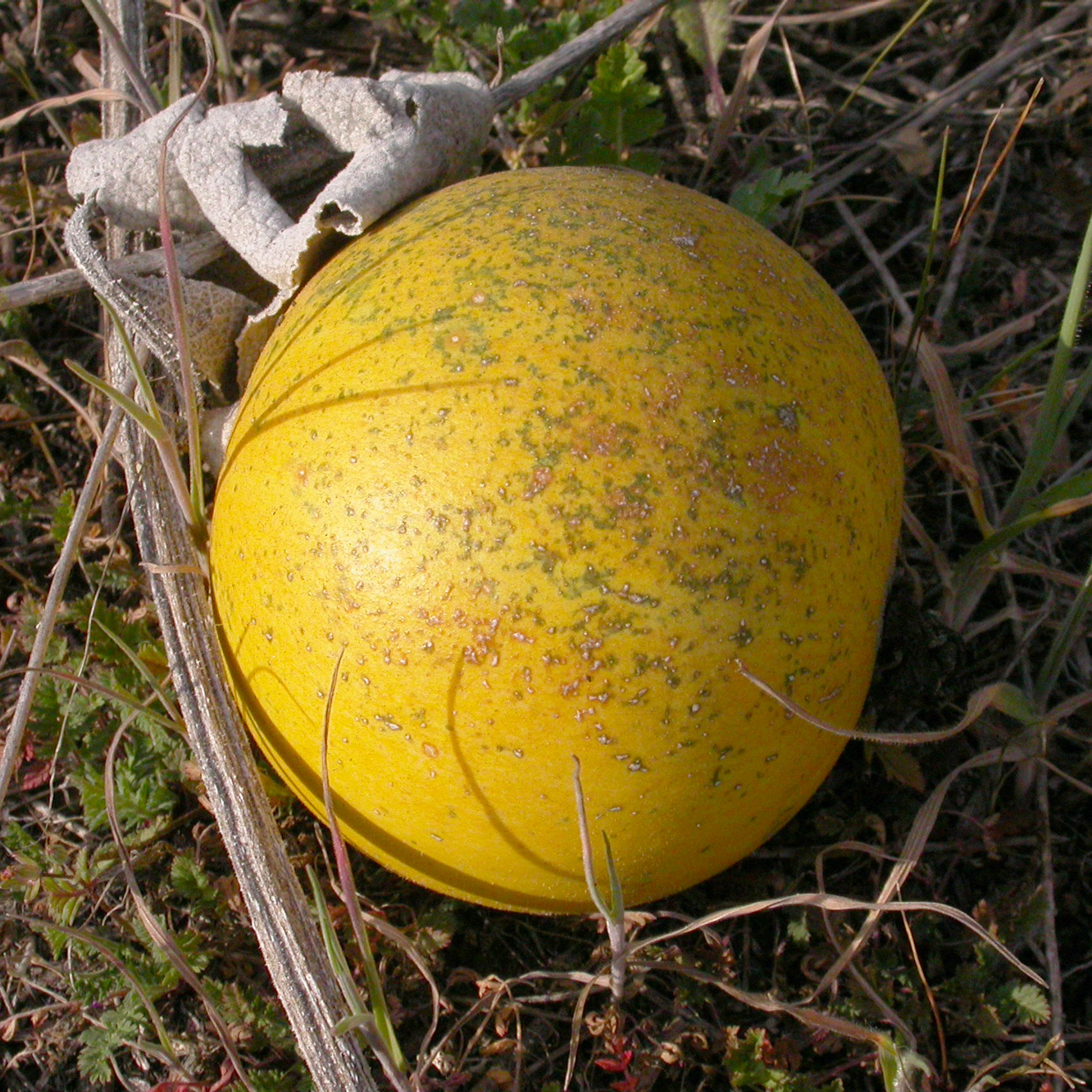
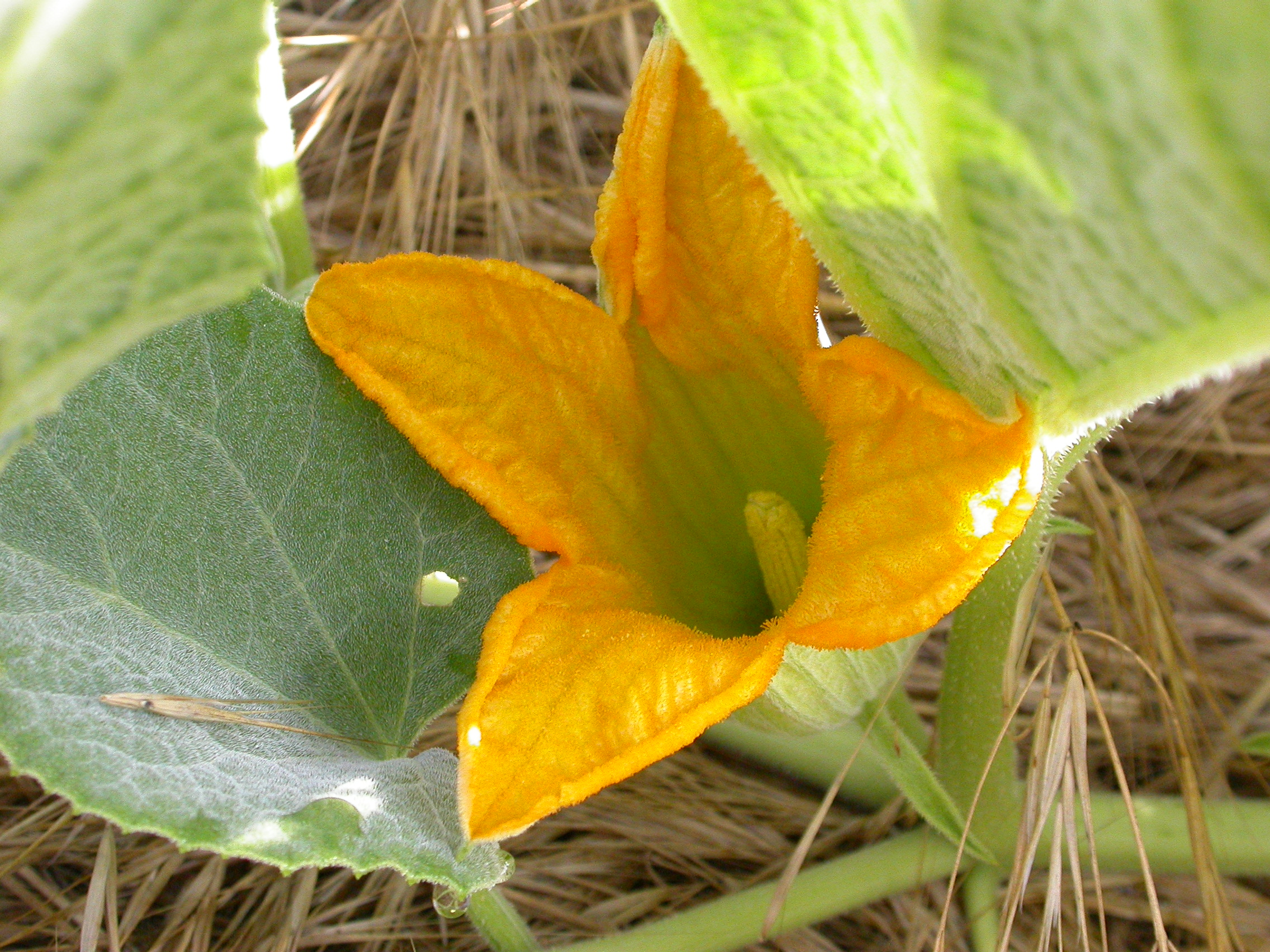
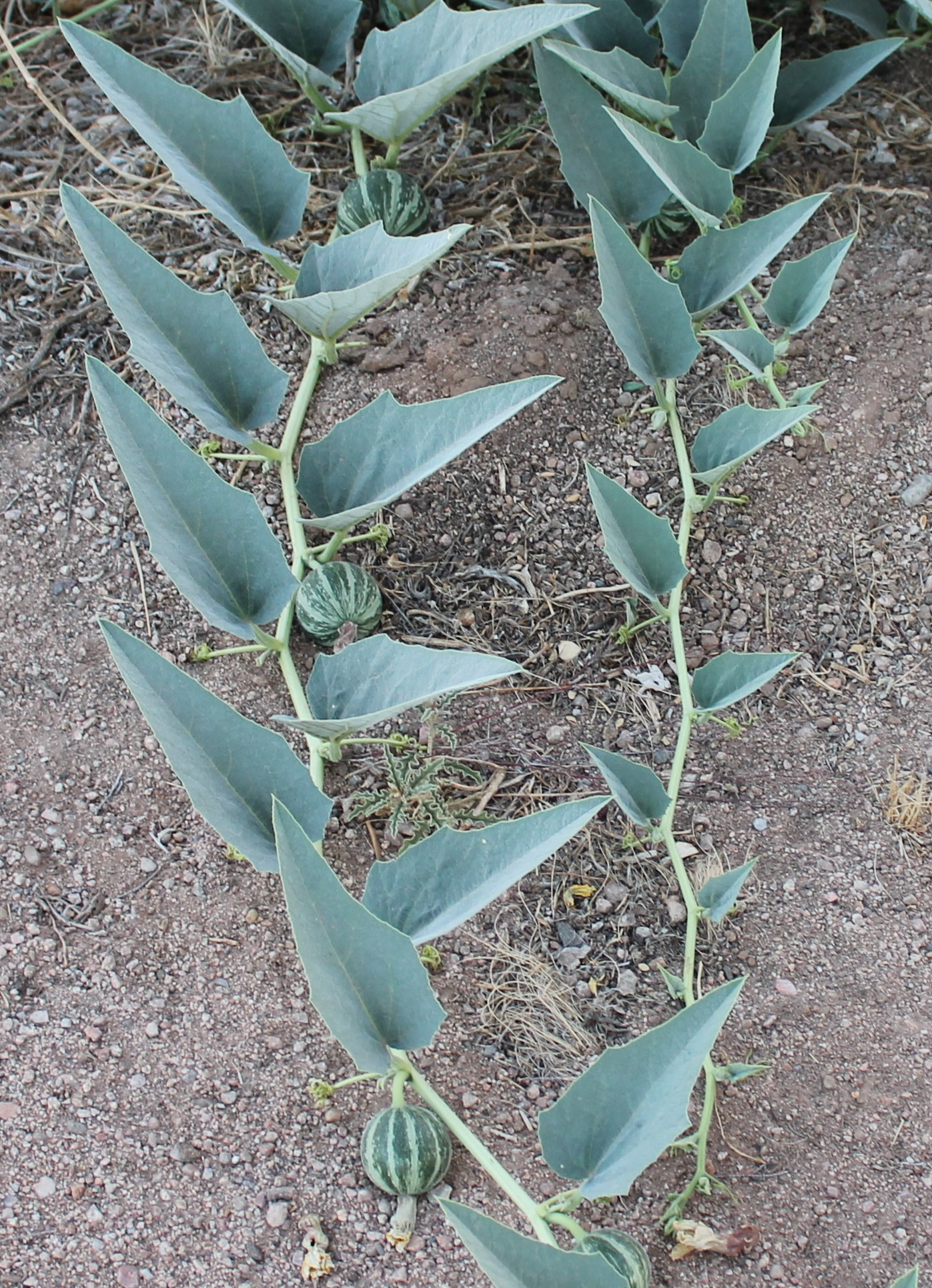
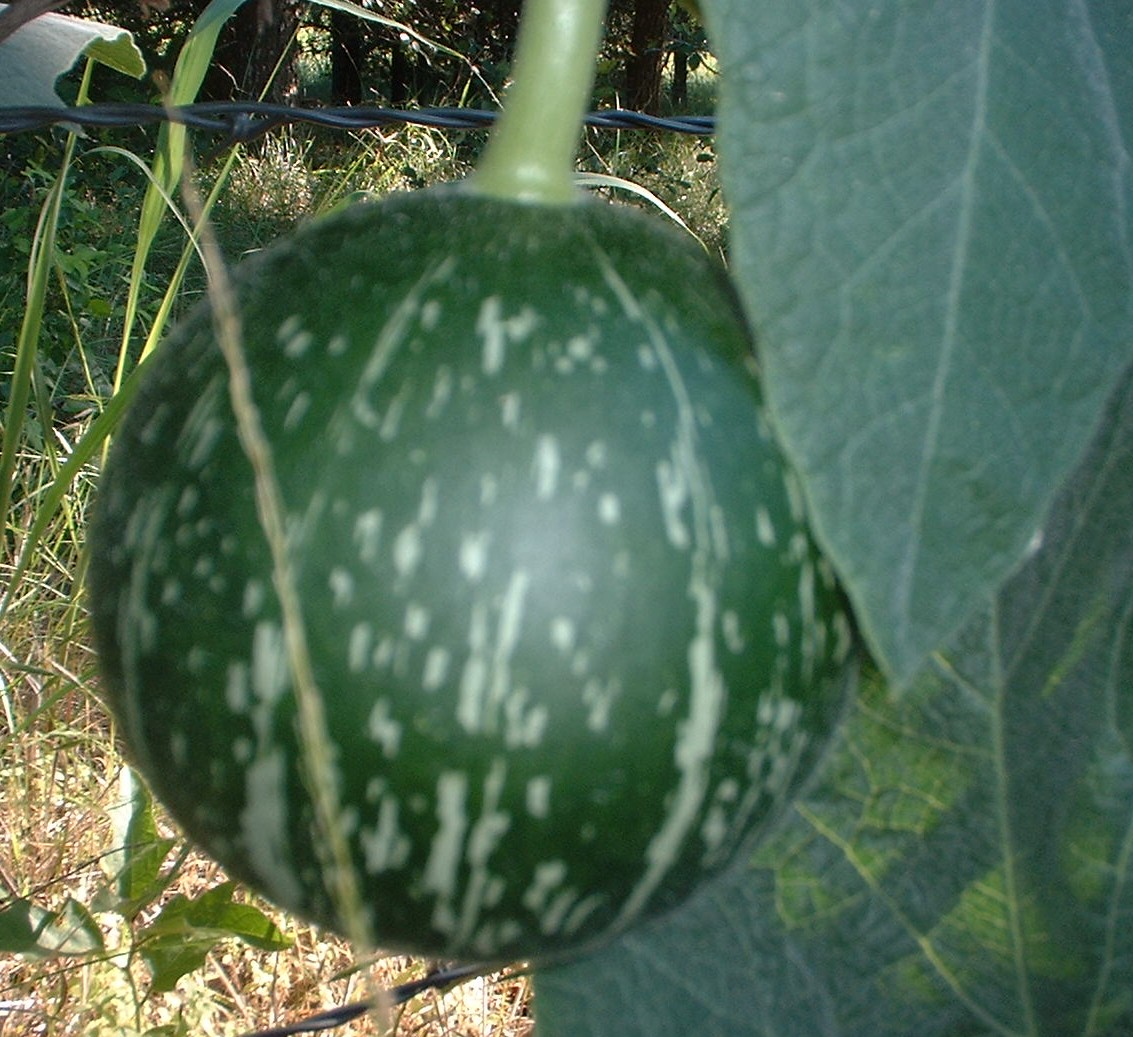